# Fogo Morto (filme)
Fogo morto é um filme brasileiro de 1976, do gênero drama, dirigido por Marcos Farias, com roteiro baseado no romance homônimo de José Lins do Rego, adaptado por Eglê Malheiros.

## Elenco
- Jofre Soares
- Othon Bastos
- Rafael de Carvalho
- Rodolfo Arena
- Ângela Leal
- Fernando Peixoto
- Procópio Mariano
- Alberto Solha
- Mary Neubauer
- Vicentina Amaral
- Marcelo Malta
- José Cavalcanti
- Silvana
- Ari Severo
- Antonio Albuquerque
- Felix Galdino